# Photonectes achirus
Photonectes achirus är en fiskart som beskrevs av Regan och Trewavas, 1930. Photonectes achirus ingår i släktet Photonectes och familjen Stomiidae. Inga underarter finns listade i Catalogue of Life.